# 徳山秀典
徳山 秀典（とくやま ひでのり、1982年1月30日 - ）は、日本の俳優、歌手。東京都杉並区出身。堀越高等学校卒業。身長178cm。体重65kg。

## 略歴
テアトルアカデミーに所属し、1995年『八代将軍吉宗』でデビュー。1997年『ぼくらの勇気 未満都市』で演じたリュウ役で注目を浴び、1998年『GTO』などのヒットドラマにも出演。
1999年、L⇔Rの黒沢健一プロデュースにより「あふれる思い」で歌手デビュー。『幻想魔伝 最遊記』の主題歌などが代表的なものとなる。『最遊記』ではその縁もあり、声優としても出演する。
2005年、『ホーリーランド』に伊沢マサキ役で出演。主演の石垣佑磨と共に原作者の格闘アクション監修を受けた。
2006年、『仮面ライダーカブト』に矢車想 / 仮面ライダーザビー、仮面ライダーキックホッパー 役としてレギュラー出演。また、2009年には同役で『仮面ライダーディケイド』にカメオ出演している。
2008年2月末、所属事務所JVCエンタテインメントを離籍。同年6月、スーパー戦隊シリーズ『炎神戦隊ゴーオンジャー』で須塔大翔 / ゴーオンゴールド役として再び東映特撮作品にレギュラー出演し、話題となる。
2008年8月31日、「eroica」というインディーズバンドを結成し、音楽活動も並行して行った。
2009年4月、株式会社GORDIE ENTERTAINMENTへ移籍。同年6月、K-pointに業務提携。2010年、東海テレビ系昼ドラの『インディゴの夜』にカリスマホスト役の空也役で出演。それ以降年1回以上ホスト役でゲスト出演している。また翌年には『さくら心中』で同局の昼ドラに初主演をした。
2011年、元ボクシング世界王者の竹原慎二が原案を務めたボクシング漫画『タナトス〜むしけらの拳〜』の映画化で主演に抜擢。主人公のリク役を演じるに伴い原作者の竹原指導の下、減量やハードなトレーニングを行った。7月、『花ざかりの君たちへ〜イケメン☆パラダイス〜2011』にオスカー・M・姫島 役で出演。
2011年8月には、歌手としておよそ10年ぶりのメジャーシングルCD「プロポーズ / 愛のまま永遠（とわ）に」をリリースすることが発表された。楽曲をプロデュースしたつんく♂の話によると、この曲（プロポーズ）は1990年代にシャ乱Qが大ヒットさせた名曲「シングルベッド」の“続編”にあたる曲とのことである。なお、「プロポーズ」の方はシングル発売に先駆けて着うたフルにて先行配信された。また、東名阪LIVEツアーを開催した。
2012年9月 - 10月、11年ぶりにリリースしたフルアルバム『puresoul』を引っ提げ、名古屋、大阪、仙台、福岡、東京を回る「5大都市」ツアーを開催。
2013年7月、武蔵野市観光機構親善大使に任命される。10月、所属事務所を株式会社GORDIE ENTERTAINMENTからK-pointに移籍。
2016年5月31日、約7年間所属していたK-pointを離籍。8月3日、自身がCEOを務める芸能プロダクション「Heart Moving Production」の公式サイトを開設。
2017年6月、自身のソロステージでサポートメンバーとして活動していたEFG(Ba)とJAY(Gt)を率い、バンド「Hobbitz」を結成。2018年6月、約6年ぶりの全国ツアー開催。
2019年4月1日、Heart Moving Productionを離籍後、株式会社アバンセへ移籍、2022年3月に離籍後、HIJcompanyへ移籍。

## 人物
- 特技・趣味はギター・スノーボード・総合格闘技[16]。好きなアニメは『ドラゴンボール』と『幽☆遊☆白書』[17]。
- 小学校低学年から中学校まで地元のサッカーチームに入ってサッカーをやっていた、ポジションはセンターFWで背番号は11。
- 高校3年間はボクシングジムに通い、当時はプロテストを受けようと思っていた[5][18]。
- スカウトされ、何もわからず芸能界に入ったが、自分の演技が他の役者に届かなくて才能がないと思い、役者を辞めて小学校の先生になろうと思っていた。最後のオーディションがなくなり、近くの別のオーディションに行くよう言われたのが『ぼくらの勇気 未満都市』[19]。
- 『仮面ライダーカブト』、『炎神戦隊ゴーオンジャー』では、それぞれ兄（あるいは兄貴分）の役を演じているが、徳山自身は姉が二人いる末っ子長男である[20]。
- 金子修介監督の誘いで『ウルトラマンマックス』にエキストラ出演（ノンクレジット）、中学時代に『ビーファイターカブト』にゲスト出演をした経験があり、内野謙太と並んで「仮面ライダーシリーズ」「スーパー戦隊シリーズ」「ウルトラシリーズ」「メタルヒーローシリーズ」の全てに出演した数少ない俳優の一人でもある。
- 『最遊記』や『ゴーオンジャー』で共演した声優の保志総一朗とは、以前近所同士だったこともあり、飲み友達である[21]。
- ビールが好きで毎日2リットルは飲んでいる[22]。

## 出演

### テレビドラマ
- 八代将軍吉宗（1995年、NHK） - 田安宗武 役
- 刑事追う! 第2話（1996年4月15日、テレビ東京）
- ビーファイターカブト 第10話（1996年5月5日、テレビ朝日） - エイジ 役
- ぼくらの勇気 未満都市（1997年10月 - 12月、日本テレビ） - リュウ 役
- 少年サスペンス 第3話 前編・後編（1998年4月 - 5月、テレビ朝日）
- GTO（1998年7月 - 9月、フジテレビ） - 依田ケンジ 役
  - GTO スペシャル（1999年6月29日）
  - GTOリバイバル（2024年4月1日）[23]
- 世紀末の詩 第6話（1998年11月18日、日本テレビ） - 真中徹 役
- 美少女H2 第10話（1999年1月4日、フジテレビ）
- 卒業旅行（1999年3月22日、日本テレビ）
- プリズンホテル（1999年4月 - 6月、テレビ朝日） - 花沢繁 役
- 21世紀に残したい名作童話がこんな素敵なクリスマスドラマになりました 感動ファンタジー〜親から子どもへ伝えたいフォーエバーストーリー〜世界の名作童話 第2話「クリスマスツリー」（1999年12月23日、日本テレビ）
- 19（ナインティーン） 広島発ミュージシャン誕生物語（2000年2月12日、RCC）
- 教師びんびん物語スペシャル（2000年3月17日、フジテレビ） - 秋山 役
- 20歳の結婚 第7話（2000年、TBS） - 柏木茂樹 役
- 麻婆豆腐の女房（2003年5月、NHK） - 李 役
- ヤンキー母校に帰る（2003年10月 - 12月、TBS） - 久米貴明 役
- ホーリーランド（2005年4月 - 6月、テレビ東京） - 伊沢マサキ 役
- 捜査検事・千草泰輔の事件ファイル 赤の組曲（2005年11月4日、フジテレビ）
- ウルトラマンマックス 第36話（2006年3月4日、中部日本放送） - 避難する若い男 役 ※ノンクレジット
- 仮面ライダーシリーズ（テレビ朝日）
  - 仮面ライダーカブト（2006年3月 - 2007年1月） - 矢車想 / 仮面ライダーザビー / 仮面ライダーキックホッパー 役
  - 仮面ライダー電王 第27話（2007年8月5日） - モレクイマジンの声 役
  - 仮面ライダーディケイド 第2話・第3話（2009年2月1日・8日） - 仮面ライダーキックホッパーの声 役
  - 仮面ライダージオウ 第37話・第38話（2019年5月26日・6月2日） - 矢車想 / 仮面ライダーキックホッパー 役 ※友情出演[24]
- 日向夢子調停委員事件簿4 復讐（2006年6月9日、フジテレビ） - 八島邦彦 役
- 快感職人 第6話（2006年8月26日、テレビ朝日）
- 新美味しんぼ（2007年1月20日、フジテレビ） - 岡星良三 役
- 熱血ニセ家族（2007年、TBS） - 朝倉数馬 役
- 炎神戦隊ゴーオンジャー（2008年6月 - 2009年2月、テレビ朝日） - 須塔大翔 / ゴーオンゴールド 役
- スマイル（2009年4月 - 6月、TBS） - 河井金太 役
- 子育てプレイ&MORE（2009年7月 - 9月、毎日放送） - 七瀬ヒカル 役
- 傍聴マニア09〜裁判長!ここは懲役4年でどうすか〜 第7話（2009年12月3日、読売テレビ・日本テレビ） - 久保貴史 役
- 柳生武芸帳（2010年1月2日、テレビ東京） - 徳川家光 役
- インディゴの夜（2010年1月 - 4月、東海テレビ・フジテレビ） - 空也 役
- あり得ない! 第7話（2010年2月24日、毎日放送） - 米倉真治 役
- 警視庁失踪人捜査課 第4話（2010年5月7日、朝日放送・テレビ朝日） - 立花智也 役
- 法医学教室の事件ファイル31（2010年9月25日、テレビ朝日） - 稲尾翔太 役
- さくら心中（2011年1月 - 4月、東海テレビ・フジテレビ） - 高梨比呂人 / 宅間堂一 役
- 花ざかりの君たちへ〜イケメン☆パラダイス〜2011（2011年7月 - 9月、フジテレビ） - 姫島正夫 役
- 怪盗ハンサム（2011年7月29日、東海テレビ） - 主演・伊達公彦 役
- HUNTER〜その女たち、賞金稼ぎ〜 第6話（2011年11月15日、関西テレビ） - 持田修司 役
- 鈴子の恋 ミヤコ蝶々女の一代記（2012年1月 - 、東海テレビ・フジテレビ） - 立花修一 役
- 逃走中2012〜大江戸シンデレラ〜（2012年1月8日、フジテレビ） - 佐吉 役
- 警察医・秋月桂の検死ファイル（2012年2月10日、フジテレビ） - 宮下良平 役
- クルマのふたり〜TOKYO DRIVE STORIES「めぐりあう時間」（2012年3月31日、TwellV） - 広瀬信之（過去） 役
- 戦国BASARA-MOONLIGHT PARTY-（2012年7月 - 9月、毎日放送） - 片倉小十郎 役
- 高校入試（2012年10月 - 12月、フジテレビ） - 小西俊也 役
- 毒<ポイズン> 第6話（2012年11月8日、読売テレビ・日本テレビ） - 大杉建吾 役
- お助け屋☆陣八 第1話・第2話（2013年1月10日、読売テレビ・日本テレビ） - 雨宮一輝 役
- ママになりたい…（2013年4月24日、NHK BSプレミアム）
- 潜入探偵トカゲ 第5話（2013年5月16日、TBS） - 曽根聖矢 役
- たべるダケ（2013年7月 - 9月、テレビ東京） - 桐生誠 役
- 山田くんと7人の魔女（2013年8月 - 9月、フジテレビ） - 山崎春馬 役
- SRO〜警視庁広域捜査専任特別調査室〜（2013年12月9日、TBS） - 針谷太一 役
- 血の轍（2014年1月19日 - 2月9日、WOWOW） - 江畑正行 役
- 華やかな三つの願い（2014年2月15日、フジテレビ） - 剛志 役
- 天誅〜闇の仕置人〜 第6話（2014年2月28日、フジテレビ） - ミキオ 役
- 死神くん 第5話（2014年5月23日、テレビ朝日） - 片岡稔 役
- 女医・倉石祥子3 〜死の最終診断〜（2014年6月13日、フジテレビ） - 池田誠 役（友情出演）
- 碧の海〜LONG SUMMER〜（2014年6月 - 8月、東海テレビ） - 新垣航太 役
- 天才探偵ミタライ〜難解事件ファイル「傘を折る女」〜（2015年3月7日、フジテレビ） - 深夜放送の司会者 役（声の出演）
- 婚活刑事 第3話（2015年7月16日、読売テレビ・日本テレビ） - 火野隆也 役
- 別れたら好きな人 第20話 -（2015年10月26日 - 、東海テレビ） - 竜崎圭一 役
- 初恋芸人（2016年3月 - 4月、NHK BSプレミアム） - 杉山弘樹 役
- もひかん家の家族会ぎ（2017年10月 - 12月、東名阪ネット6） - 寿司屋 役（特別出演）
- スター☆ジャン神（JIN）（2019年1月 - 3月、tvk） - 神 役
- 特捜9 season3 第2話（2020年4月15日、テレビ朝日） - 海藤誠一郎 役

### 映画
- F (エフ)（1998年公開、松竹） - 久下章吾（中学時代） 役
- クロスファイア（2000年公開、東宝） - 小暮昌樹 役
- 押切 OSHIKIRI - 主演・押切トオル 役
- ケイゾク/映画 Beautiful Dreamer（2000年公開、東宝） - 友情出演
- DRUG（2001年公開） - 小田島健治 役
- 早咲きの花（2006年7月29日愛知県にて先行上映、2007年新春より全国順次ロードショー） - 前田先生 役
- 仮面ライダーシリーズ（東映）
  - 劇場版 仮面ライダーカブト GOD SPEED LOVE（2006年8月5日公開） - 矢車想 / 仮面ライダーザビー 役
  - 劇場版 仮面ライダー電王 俺、誕生!（2007年公開） - モレクイマジンの声 役 ※友情出演
  - 劇場版 仮面ライダーディケイド オールライダー対大ショッカー（2009年公開） - 仮面ライダーキックホッパー 役
- アオグラ AOGRA（2006年9月23日より青森県にて先行上映、シネハウス） - 小比類巻 役
- 愛の言霊（2007年公開、フロンティアワークス） - 主演・大谷晋也 役
- スーパー戦隊シリーズ（東映） - 須塔大翔 / ゴーオンゴールド 役
  - 炎神戦隊ゴーオンジャー BUNBUN!BANBAN!劇場BANG!!（2008年公開）
  - 劇場版 炎神戦隊ゴーオンジャーVSゲキレンジャー（2009年公開）
  - 侍戦隊シンケンジャーVSゴーオンジャー 銀幕BANG!!（2010年公開）
- いぬばか（2009年公開） - 飯田哲平 役
- スラッカーズ 傷だらけの友情（2009年12月） - 星山 役
- BADBOYS（2011年公開） - ヒロ 役
- タナトス（2011年9月10日、渋谷ユーロスペースにてレイトショー他順次全国公開） - 主演・藤原陸 役
- あんてるさんの花（2012年公開）
- パーティーは銭湯からはじまる（2012年公開） - 主演・花島 役
- 闇金ウシジマくん Part2（2014年公開） - 慶次 役
- 横浜見聞伝スター☆ジャン Episode：Final（2018年公開） - 神jin 役

### オリジナルビデオ
- 学校怪談 呪われた記憶（1998年9月発売） - 山岸涼一 役
- エイミー藤崎のEnjoy English (1999年 進研ゼミ小学講座 チャレンジ６年生４月号付録)　⁻拓郎 役
- 炎神戦隊ゴーオンジャー 10 YEARS GRANDPRIX（2018年9月発売） - 須塔大翔 役

### 舞台
- TOKYO JUNK CITY（2003年7月、新宿タイニイアリス）
- 阿修羅のごとく（2004年7月 - 8月、芸術座） - 陣内英光 役
- Knock Out Brother -2005version-（2005年10月、池袋シアターグリーン・メインホール）
- 劇団たいしゅう小説家「人生最良みたいな〜!日? 〜葬儀と結婚式が同じ日に?!〜」（2007年4月 - 5月、東京芸術劇場）
- 暗くなるまで待って（2007年9月12日 - 17日、北千住シアター1010） - クローカー 役
- MASKED RIDER LIVE&SHOW 〜十年祭〜（2009年6月28日） - 仮面ライダーキックホッパー（声） 役
- GACKT2010眠狂四郎無頼控（2010年5月14日 - 28日、日生劇場） - 石動一馬 役
- 真夜中のパーティー（2010年7月4日 - 19日、PARCO劇場） - ラリー 役
- スミレ刑事の花咲く事件簿（2011年5月2日 - 18日、新国立劇場 中劇場 / 森ノ宮ピロティホール / 中京大学文化市民会館 プルニエホール） - 朝比奈準 役
- ホテル マジェスティック〜戦場カメラマン澤田教一 その人生と愛〜（2013年3月7日 - 17日、新国立劇場 中劇場 / 3月20日 - 24日、森ノ宮ピロティホール / 3月26日・27日、名鉄ホール） - 湯川春生 役
- SUPER SOUND THEATRE「MARS RED」（2013年6月22日・23日、舞浜アンフィシアター） - 栗栖秀太郎 役
- ラヴ・レターズ 〜2013 23rd Anniversary〜（2013年8月3日、PARCO劇場） - アンディー 役
- 猫と裁判（2014年6月3日 - 8日、スペース・ゼロ） - 市ノ瀬 役
- 最後のサムライ（2015年3月4日 - 15日、天王洲 銀河劇場） - 牧野忠恭 役
- ドリアン・グレイの肖像（2015年8月16日 - 18日・9月1日 - 6日、新国立劇場 中劇場 / 8月22日 - 26日、森ノ宮ピロティホール / 8月29日・30日、キャナルシティ劇場） - ヘンリー・ウォットン 役
- 生演奏ミュージカル「信長の野望 -炎舞- 」（2017年12月20日 - 24日、シアター1010）- 織田信長 役
- 歌劇派ステージ「ダメプリ〜ダメ王子×完璧王子」（2018年12月1日 - 9日、AiiA 2.5 Theater Tokyo） - "完璧王子"ルオーシュ 役（友情出演）
- 時代劇ミュージカル新撰組 -狂宴哀歌-（2019年5月3日 - 7日、IMAホール） - 土方歳三 役
- 歌劇派ステージ ダメプリ ダメ王子 VS 偽者王子（2019年5月17日 - 23日、よみうり大手町ホール） - "完璧王子"ルオーシュ 役（友情出演）
- ミュージカル「少女革命ウテナ～深く綻ぶ黒薔薇の～」（2019年6月 - 7月、シアターGロッソ） - 御影草時 役
- 2.5次元ダンスライブ『S.Q.S』Episode4「TSUKINO EMPIRE2-Beginning of the World-」（2019年9月、舞浜アンフィシアター） - ナトゥーラ・イルディス 役
- ザ・フォーリナー（2019年10月16日 - 23日、三越劇場 / 11月9日・10日、東海市芸術劇場 / 11月20日 - 24日、近鉄アート館） - フロギー 役
- 巌窟王 Le théâtre（2019年12月20日 - 28日、全労済ホール） - フェルナン・ド・モルセール将軍 役
- 生演奏ミュージカル「信長の野望 -炎舞- 」（再演）（2020年1月18日 - 22日、IMA ホール） - 織田信長 役
- 剣が君-残桜の舞-（2020年7月8日 - 12日、シアター1010） - 徳川家光 役
- 怪盗探偵 山猫 the stage（2021年1月21日 - 31日、ヒューリックホール東京） - 関本 役
- 朗読劇「VIP」（2021年4月11日、Mixalive TOKYO Hall Mixa） - 宮原肇 役
- 剣が君-残桜の舞- 再演（2021年6月2日 - 6日、こくみん共済 coopホール／スペース・ゼロ） - 徳川家光 役
- しんみゅ幕末歌劇 新選組 ～土方・藤堂の篇～(2023年1月14日-15日 四日市市文化会館 ２月６日-２月12日 草月ホール)-土方歳三  役
- ミュージカル「信長〜朧本能寺〜」（2025年6月12日 - 16日、IMAホール） - 織田信長 役[25]

### 音楽番組
- カラントダウン10（2000年 - 2006年7月、歌謡ポップスチャンネル）

### CM
- ロッテ「ブラック ブラックガム」（2006年）

### 動画配信
- 炎神戦隊ゴーオンジャー BONBON!BONBON!ネットでBONG!!（2008年） - 須塔大翔 / ゴーオンゴールド 役
- ネット版 オーズ・電王・オールライダー レッツゴー仮面ライダー 〜ガチで探せ！君だけのライダー48〜（2011年） - キックホッパーの声 役
- dビデオ「10日間で運命の恋人をみつける方法」（2014年）
- 爆上戦隊ブンブンジャー formation lap 始末屋 オブ ギャラクシー（2025年） - 須塔大翔 / ゴーオンゴールド 役[26]

### ラジオ
- ジャンピン・ムーブ（1999年10月2日 - 2000年3月25日、FMヨコハマ）

#### インターネットラジオ
- CozyShell「ムーンサイズな野郎ども」（2000年）

### ラジオドラマ
- ON THE WAY COMEDY 道草（2007年1月8日 - 11日、JFN系列38局ネット）

### テレビアニメ
- 幻想魔伝 最遊記（2000年、テレビ東京） - 東風 役

### ゲーム
- 仮面ライダーカブト（2006年、PS2） - 仮面ライダーザビー（矢車想） / 仮面ライダーキックホッパー 役
- 仮面ライダーバトル ガンバライド（2009年11月、アーケードゲーム） - 仮面ライダーザビー（矢車） / 仮面ライダーキックホッパー 役
- 仮面ライダー クライマックスヒーローズ シリーズ - 仮面ライダーキックホッパー 役
  - 仮面ライダー クライマックスヒーローズW（2009年12月、Wii）
  - 仮面ライダー クライマックスヒーローズ オーズ（2010年12月、Wii・PSP）
  - 仮面ライダー クライマックスヒーローズ フォーゼ（2011年12月、Wii・PSP）
  - 仮面ライダー 超クライマックスヒーローズ（2012年11月、Wii・PSP） - 仮面ライダーザビー / 仮面ライダーキックホッパー 役
- オール仮面ライダー ライダージェネレーション2（2012年、ニンテンドーDS・PSP） - 仮面ライダーキックホッパー 役
- オール仮面ライダー ライダーレボリューション（2017年、ニンテンドー3DS)　‐仮面ライダーキックホッパー 役
- 仮面ライダー サモンライド!（2014年12月4日、PS3・Wii U） - 仮面ライダーキックホッパー 役
- 仮面ライダーバトル ガンバライジング（2017年2月2日・2020年3月19日、アーケードゲーム） - 仮面ライダーザビー（矢車）[27] / 仮面ライダーキックホッパー 役
- 仮面ライダー シティウォーズ（2020年、iOS・Android） - 仮面ライダーキックホッパー 役[28]
- 仮面ライダーバトル ガンバレジェンズ（2023年、アーケード） - 仮面ライダーザビー（矢車） / 仮面ライダーキックホッパー 役

### PV
- 徳永英明「春の雪」（2011年）

### 玩具
- COMPLETE SELECTION MODIFICATION HOPPERZECTER（2017年7月） - 矢車想 役

## 書籍

### 写真集
- 徳山秀典 MULTIPLE CHARACTER 82～06（2007年、スタジオワープ）ISBN 9784860102111
- 一つの心のいくつかの叫び（2010年、スタジオワープ）ISBN 9784864000079
- SHOUT（2010年、スタジオワープ）※555冊限定写真集 ISBN 9784864000086
- little"y"ear 学研（2011年、学研プラス）ISBN 9784054049956
- It's Me!（通常版）（2015年、スタジオワープ）ISBN 9784864000345
- It's Me!（限定版）（2015年、スタジオワープ）※555冊限定写真集 ISBN 9784864000352

### ムック本
- 徳山秀典セーターブック（2000年、日本ヴォーグ社）ISBN 9784529034784

## ディスコグラフィ

### シングル
|                               | 発売日                    | タイトル                                      | c/w                                                  | 規格品番                  |
| ポニーキャニオン レーベル     | ポニーキャニオン レーベル | ポニーキャニオン レーベル                     | ポニーキャニオン レーベル                            | ポニーキャニオン レーベル |
| ----------------------------- | ------------------------- | --------------------------------------------- | ---------------------------------------------------- | ------------------------- |
| 1st                           | 1999年7月16日             | あふれる思い                                  | 伝える気持ち                                         | PCDA-01176                |
| 2nd                           | 1999年10月6日             | ハックルベリー                                | Touch Me                                             | PCDA-01188                |
| 3rd                           | 2000年2月17日             | Close To Me                                   | Lover's Kitchen（Single Version）                    | PCCA-01410                |
| 4th                           | 2000年5月17日             | FOR REAL                                      | FOR REAL（Piano Version） FOR REAL（Guitar Version） | PCDA-90002                |
| 5th                           | 2000年11月22日            | STILL TIME                                    | BLUE                                                 | PCCA-90002                |
| 6th                           | 2001年2月7日              | 卒業                                          | That's a Fact                                        | PCCA-01498                |
| GORDIE ENTERTAINMENT レーベル |                           |                                               |                                                      |                           |
| 7th                           | 2011年8月24日             | プロポーズ/愛のまま永遠に                     |                                                      | FTMS-00005                |
| 8th                           | 2012年7月18日             | それは全部「愛」だった/ I can't stop my heart |                                                      | FTMS-00009                |
| 9th                           | 2013年1月30日             | 僕等の道/あの日の君に                         |                                                      | FTMS-00013                |

### タイアップ曲
| 楽曲                | タイアップ | 収録作品                                     |
| ------------------- | --- | -------------------------------------------- |
| Close To Me         | 日本テレビ系『とりあえずイイ感じ。』エンディングテーマ                                                                | シングル「Close To Me」 アルバム「One 17th」 |
| FOR REAL            | テレビ東京系『幻想魔伝 最遊記』オープニングテーマ                                                                     | シングル「FOR REAL」 アルバム「REAL TIME」   |
| STILL TIME          | テレビ東京系『幻想魔伝 最遊記』オープニングテーマ                                                                     | シングル「STILL TIME」 アルバム「REAL TIME」 |
| 卒業                | テレビ朝日系『トゥナイト2』エンディングテーマ テレビ神奈川『Mutoma DI:GA』2001年2月度オープニング・エンディングテーマ | シングル「卒業」 アルバム「REAL TIME」       |
| eve                 | フロンティアワークス『愛の言霊』主題歌                                                                                | アルバム「score BeAt」                       |
| LIFE                | フロンティアワークス『愛の言霊』挿入歌                                                                                | アルバム「score BeAt」                       |
| miss you            | テレビ朝日系『炎神戦隊ゴーオンジャー』挿入歌                                                                          | ミニアルバム「愛歌」                         |
| プロポーズ          | テレビ朝日系『たけしの健康エンターテインメント!みんなの 家庭の医学』エンディングテーマ（2011年7月 - 9月）             | シングル「プロポーズ/愛のまま永遠に」        |
| 愛のまま永遠に      | ユナイテッドエンタテインメント『タナトス』主題歌                                                                      | シングル「プロポーズ/愛のまま永遠に」        |
| Love is... feat.KoN | 東海テレビ昼ドラ『赤い糸の女』エンディングテーマ                                                                      | アルバム「puresoul」                         |

### 映像作品
|                               | 発売日                        | タイトル                                           | 規格品番                      |
| GORDIE ENTERTAINMENT レーベル | GORDIE ENTERTAINMENT レーベル | GORDIE ENTERTAINMENT レーベル                      | GORDIE ENTERTAINMENT レーベル |
| ----------------------------- | ----------------------------- | -------------------------------------------------- | ----------------------------- |
| 1st                           | 2012年1月30日                 | 徳山秀典 LIVE TOUR 2011 “SHOUT 〜東から来ました〜” | FTMS-00007                    |